# Swiss Hitparade
A Swiss Hitparade (em alemão: Schweizer Hitparade) é a principal parada de vendas musicais da Suíça. Ela registra os singles e álbuns mais vendidos no país, abrangendo diversos gêneros musicais
As paradas suíças incluem:
- Singles Top 75 (lançados desde 1968)
- Singles Top 100
- Albums Top 100 (lançados desde o final de 1983)
- Compilations Top 25
- Airplay Top 30

Desde 2010, a GfK Entertainment charts, responsável pela compilação da Hitparade, também criou Les Charts, uma parada que registra os singles e álbuns mais vendidos na Romandia, a região francófona da Suíça.
- Romandia Singles Top 20 (descontinuado) [1]
- Romandia Albums Top 50

As paradas são atualizadas semanalmente aos domingos e publicadas publicamente nas manhãs de quarta-feira anterior.